# Reinig, Braun + Böhm
Reinig, Braun + Böhm  ist eine Folkband aus der Pfalz, die im Jahr 2000 gegründet wurde.

## Stil
Ihre Musik, die vorwiegend auf den akustischen Instrumenten Klavier, Akkordeon, Blockflöte und Cello gespielt wird, wurzelt in der Folkmusik und wird bereichert durch Elemente aus Chanson, Blues, Rock ’n’ Roll und Kammermusik.
Das musikalische Spektrum von Reinig, Braun + Böhm reicht von Vertonungen zeitgenössischer Mundartdichter bis hin zu traditionellen Tänzen aus der Pfalz und der französischen Nachbarschaft. Die Musiker haben sich dem pfälzischen Liedgut abseits der verbreiteten „Weck, Worscht un Woi“-Kultur verschrieben.

## Geschichte
Die musikalischen Wurzeln von Reinig, Braun + Böhm sind die Folkgruppen Siebenpfeiffer, Däumling und Grashalm. Mit diesen Gruppen spielten sie seit 1988 auf Festivals im In- und Ausland, wirkten bei Rundfunk- und Fernsehproduktionen mit und veröffentlichten einige Tonträger. In der heutigen Formation, im Jahr 2000 von Peter Braun und Paul Reinig gegründet, erspielten sie sich bereits im Juni 2001 den 2. Platz beim SWR-Landeswettbewerb Unsere Bühne in Landau. Zwei Monate später erhielt Paul Reinig für seine kulturellen Verdienste den Musikehrenpreis des Landes Rheinland-Pfalz. Bei der Preisverleihung auf der Burg Trifels standen die Musiker erstmals mit Rüdiger Böhm auf der Bühne. Oft verstärkt sich die Band um die Cellistin Isabel Eichenlaub. Sie kam für Charlotte Lettenbauer, die Anfang 2010 nach achtjähriger Zusammenarbeit (sowohl live als auch bei Studioproduktionen) die Gruppe verließ.
Im eigenen Label Pfalzrecords veröffentlichen die Musiker seit 2002 ihre Tonträger Verzehl ma nix (2002), Johreszeide (2004), Hiwwe un Driwwe (2008) und Winzerhänd (2013), sowie den CD-Sampler Worzle – 25 Jahre Folk und Folkrock in der Pfalz, mit Musik der Gruppen Siebenpfeiffer, Däumling und Grashalm (2003), die Kinder-CDs von Paul Reinig Kinder unserer Stadt (2006) und Weihnachtsmaus und Weihnachtszwerge (2011), sowie die CD Carmina Uterinae Vallis von der Gruppe Siebenpfeiffer (2011).

## Auftritte (Auswahl)
- Landau, Rheinland-Pfalz-Tag, SWR-Bühne 2001
- Annweiler am Trifels, SWZ-Trifels-Festival 2002
- Zweibrücken, Rheinland-Pfalz-Tag, SWR-Bühne 2002
- SWR Mundart-Tournee Mussik, Sprooch un Wein 2003, 2005, 2007, 2009, 2011, 2012
- Mainz Staatskanzlei 2005
- SWR Fernsehen: Sonntagstour 2004, 2006, 2011, Kaffee oder Tee? 2007, 2019, Kulturmagazin Landesart 2018
- Bardentreffen Nürnberg, Festival 2005
- Bockenheim, Pfälzischer Mundartdichterwettstreit 2005, 2006, 2007
- Folkfrühling Venne bei Osnabrück, Festival 2006
- 175 Jahre Hambacher Fest 2007
- SWR Fernsehen: Kaffee oder Tee? 2007
- Kaiserslautern, Theodor-Zink-Museum, Lange Nacht der Kultur 2009
- Neustadt an der Weinstraße, Rheinland-Pfalz-Tag 2010
- Schweighouse-sur-Moder, Elsass, Festival Summerlied 2012

## Auszeichnungen
- 2001: SWR-Landeswettbewerb Unsere Bühne
- 2001: Musikehrenpreis des Landes Rheinland-Pfalz für Paul Reinig
- 2005: Dr.-Wilhelm-Dautermann-Preis für die beste pfälzische Mundartneuerscheinung
- 2014: Pamina-Kulturpreis 2014 des Vereins euroPalz Germersheim e. V.

## Diskografie
- 2002: Verzehl ma nix
- 2003: Worzle – 25 Jahre Folk und Folkrock in der Pfalz, mit Siebenpfeiffer, Grashalm, Däumling, Reinig, Braun + Böhm
- 2004: Johreszeide, Reinig, Braun + Böhm mit Charlotte Lettenbauer
- 2006: Kinder unserer Stadt, Paul Reinig mit Peter Braun, Rüdiger Böhm und weiteren Gästen
- 2008: Hiwwe un Driwwe, Reinig, Braun + Böhm mit Charlotte Lettenbauer
- 2011: Weihnachtsmaus und Weihnachtszwerge, Paul Reinig mit Isabel Eichenlaub und weiteren Gästen
- 2013: Winzerhänd, Reinig, Braun + Böhm mit Isabel Eichenlaub
- 2019: Neun Lieder, Reinig, Braun + Böhm